# Nikola Obrovac
Nikola Obrovac (Zagreb, 18. lipnja 1998.), hrvatski plivač, član PK Maksimir. Hrvatski je reprezentativac. 
Osvojio je 2015. srebrnu medalju na 50 m prsno na Europskim igrama u Bakuu.